# Pocilloporidae
Pocilloporidae es una familia de corales marinos que pertenecen al orden Scleractinia, de la clase Anthozoa. 
Cada cabeza de coral está formada por una colonia de pólipos, genéticamente idénticos, que secretan un esqueleto de carbonato de calcio. Los coralitos son inmersos a cónicos, pequeños, con columela bien desarrollada y septos dispuestos ordenadamente en dos ciclos o menos, normalmente fusionados a la columela algunos de ellos.
Son importantes constructores de arrecifes de coral, como los demás corales pétreos del orden Scleractinia. En este sentido, esta familia es la segunda más grande, e importante contribuidora a la formación de arrecifes de coral en todo el mundo, a pesar de contar con unas, relativamente, pocas especies.
Su éxito en la propagación se debe a que son corales tolerantes y adaptables, y a que producen larvas plánulas, después de una fertilización interna, a lo largo de todo el año. Las colonias maduras son hermafroditas.
Todos los géneros en esta familia son altamente polimórficos y adaptables, respondiendo de igual forma a los condicionantes del oleaje y la disponibilidad de luz. Las colonias son de formas submasivas (con protuberancias como dedos y sin ramas secundarias), ramosas y arborescentes. Sus pólipos permanecen abiertos noche y día.
La mayoría se distribuyen en las aguas tropicales y subtropicales del océano Indo-Pacífico, desde las costas orientales africanas, hasta las costas americanas del Pacífico, incluyendo el Mar Rojo, al norte desde Japón, y al sur hasta Australia. Con menos especies en el océano Atlántico, desde Florida hasta el Caribe.

## Géneros
El Registro Mundial de Especies Marinas acepta los siguientes géneros:
- Pocillopora Lamarck, 1816
- Seriatopora Lamarck, 1816
- Stylophora Schweigger, 1820

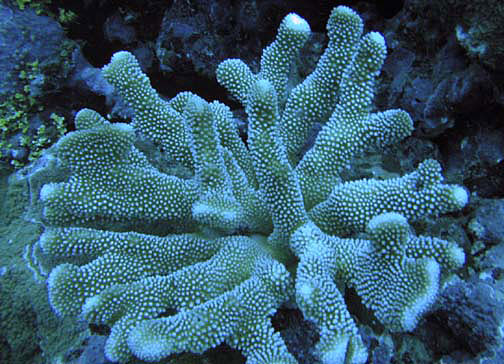
Pocillopora eydouxi
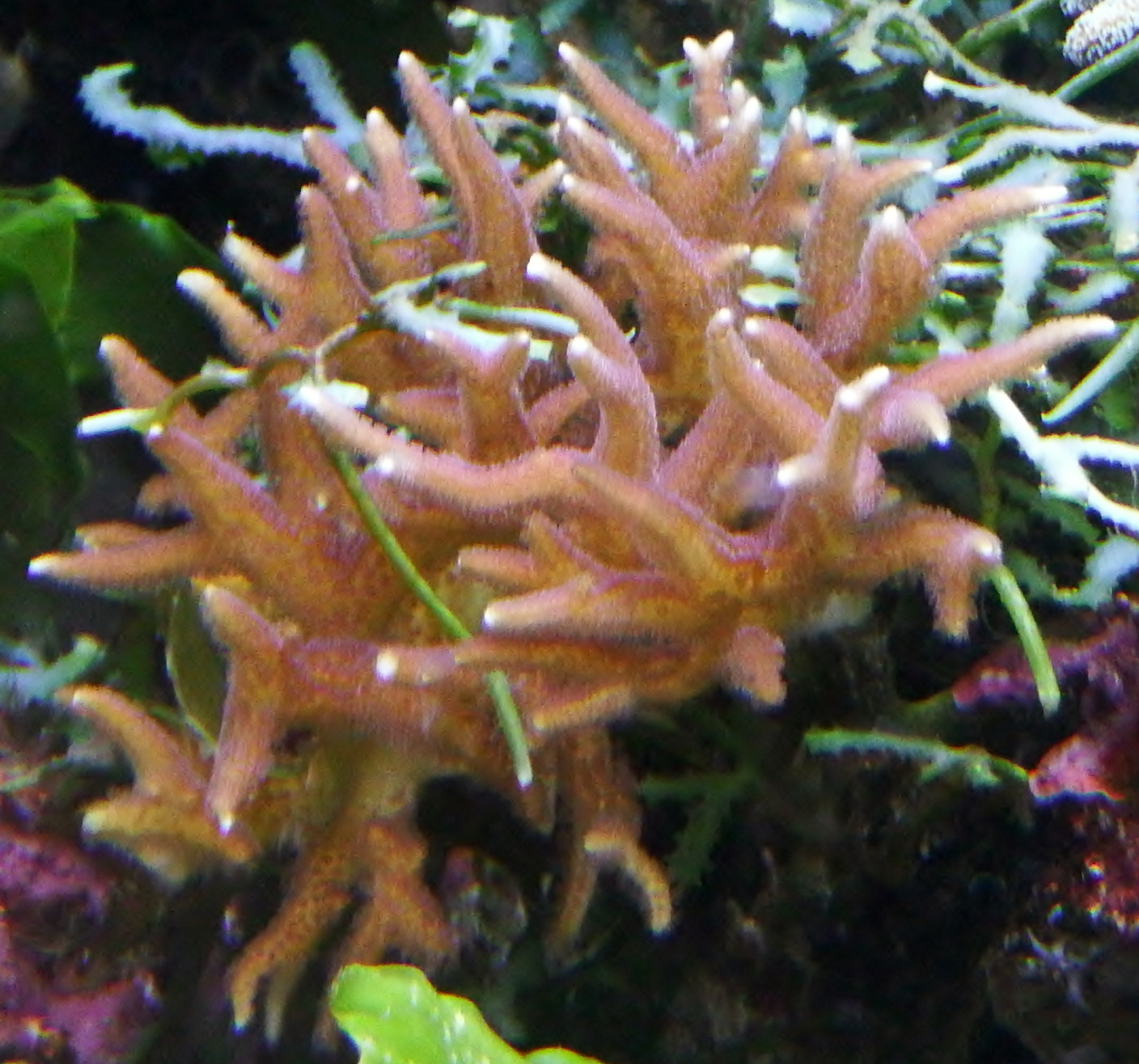
Seriatopora hystrix
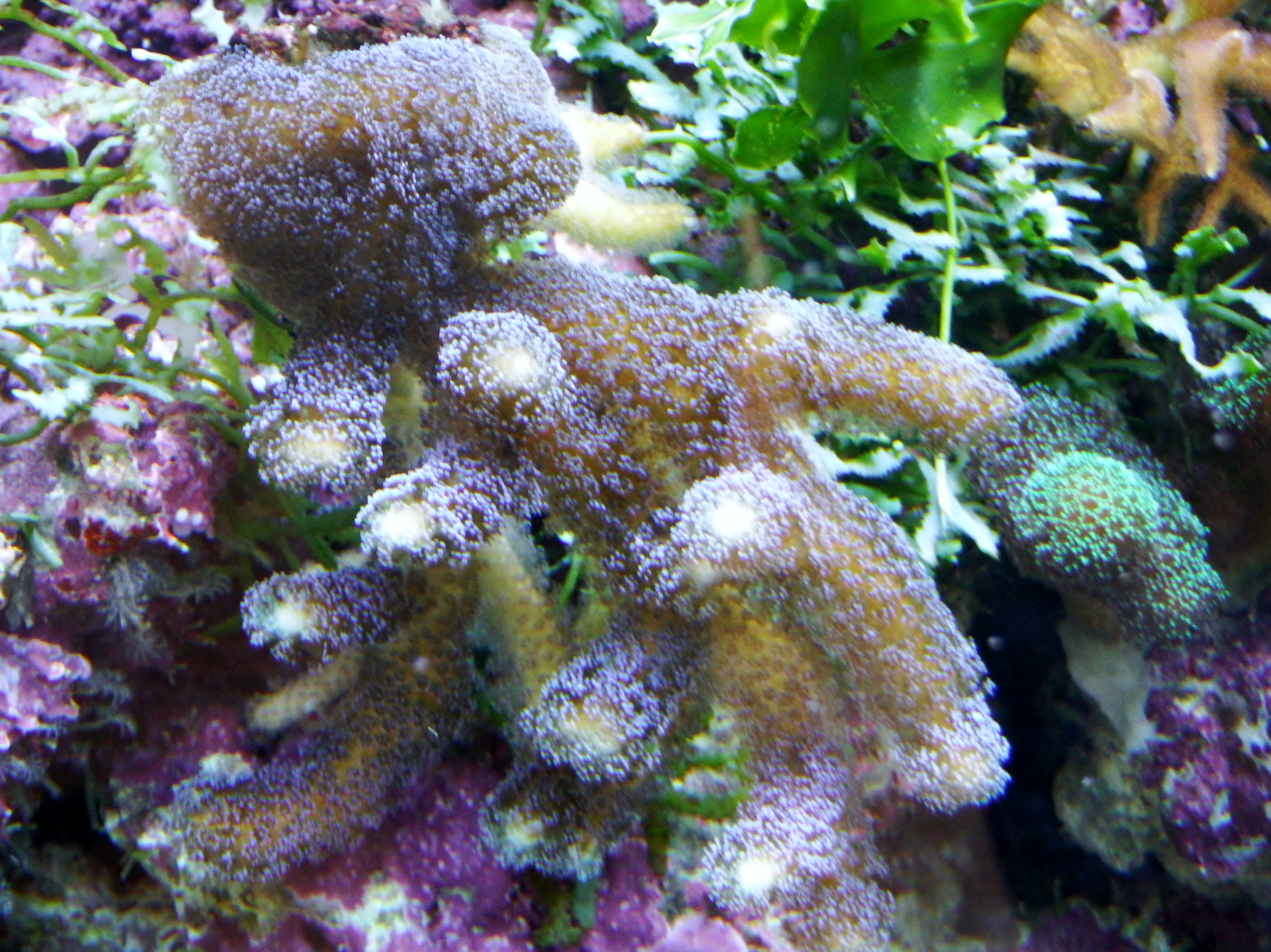
Stylophora pistillata